# The Ware Case (1938)
The Ware Case é um filme britânico de 1938, do gênero drama, dirigido por Robert Stevenson. É uma adaptação da peça teatral The Ware Case (1915), de George Pleydell Bancroft.